# 서호석
서호석(1936년 3월 3일~2023년 10월 2일)은 대한민국의 정치인이다. 제14대 국회의원을 지냈다.

## 역대 선거 결과
|  | 19.3% |

|  | 29.2% |